# Презумпція невинуватості
Презу́мпція невинуватості (презумпція — лат. praesumptio, від лат. praesumo — «передбачаю», «угадую») — правовий принцип, за яким щодо особи, яка підозрюється у вчиненні злочину, припускається невинність до того часу, поки її вину не буде доведено у порядку, передбаченому законодавством, і встановлено вироком суду, який набрав законної сили.

## Історія
Джерелами презумпції невинуватості можна вважати положення римського права. Наприклад: Ei incumbit probatcio, qui dicit, non qui negat — «Тягар доказування лежить на тому, хто стверджує, а не на тому хто заперечує»; In dubio pro reo — «У випадку сумнівів справа вирішується на користь підсудного чи відповідача». 
Ідейний фундамент поняттю заклав французький канонічний правник, кардинал та папський легат Жан Лемо́н аліас Йога́нес Мона́хус (Jean Lemoine або Johannes Monachus, 1250—1313).
Наприкінці 18 ст. принцип як правову норму досконало сформулював британський юрист сер Вільям Гарроу (William Garrow, 1760—1840). У широку юридичну практику цей принцип ввів британський правник, суддя та політик віконт Джон Санкі (John Sankey 1866—1948). У міру розповсюдження, цей принцип як юридична норма було закріплено в законодавствах Франції, США, Італії та цілого ряду інших країн.

### Росія, СРСР, СНД
У царській Росії першу спробу закріплення норми в Уставі карного судочинства зараховують до 20 листопаду 1864 р.
В СРСР протягом його історії як правова норма спочатку не існував у радянському Цивільному праві. Навпаки, часів тоталітарної ленінсько-сталінської радянської «диктатури пролетаріату» та «політичної класової необхідності» де-факто у стосунках держави з її громадянами діяв зворотний принцип — «презумпція вини». Попри ратифікацію багатьох міжнародних угод, де відображалася презумпція невинуватості, цей принцип не мав законодавчого закріплення в радянському праві до 1958 р., або до прийняття «Основ карного судочинства Союзу РСР і союзних республік».

Спроба ввести деякий елемент цього принципу в Конституцію СРСР припадає на 1977 рік
…ніхто не може бути признаний винним у здійсненні злочину, а також покараним інакше як за вироком суду і відповідно до закону.
Однак це положення не можна розцінювати як Презумпцію невинності, тому що воно не дає відповіді на головне питання: чи можна до винесення судового вироку вважати звинуваченого винним.

## Характеристика
Суть презумпції невинності не в тому, що особа є невинною, а в тому, що існує припущення щодо її невинності. Презумпція невинності не може бути виправдана одним лише ліберальним прагненням полегшити становище обвинуваченого. Вона стимулює доказування вини особи і доки цього не буде досягнуто, ніхто не може бути визнаний винним.
Відповідно до принципу презумпції невинності на обвинуваченого (а також на його захисника) не може бути покладено обов'язок доводити свою невинність, наявність обставин, які виключають кримінальну відповідальність. Цей обов'язок покладається на органи, що висунули обвинувачення (на особу, яка провадить дізнання, слідчого, прокурора), але це не виключає права обвинуваченого доводити свою повну невинність або меншу вину. Усі обставини, що наводяться ним у свій захист, повинні бути ретельно досліджені слідчими органами, прокурором і судом.
Презумпція невинності має декілька правил:
- обов'язковість доказування вини обвинуваченого покладається на обвинувачів (на особу, яка провадить дізнання, слідчого, прокурора);
- обвинувальний вирок не може ґрунтуватися на припущеннях, будь-який не усунений сумнів у винуватості тлумачиться на користь обвинуваченого («in dubio pro reo»);
- обвинувальний вирок виноситься лише за умови, що в ході судового розгляду винність підсудного у вчиненні злочину доведена повністю, недоведена вина в юридичному розумінні дорівнює доведеній невинуватості[4].

## Закріплення у міжнародному праві
- Принцип презумпції невинуватості закріплений положеннями ч.1 ст.11 Загальної декларації прав людини: «Кожна людина, обвинувачена у вчиненні злочину, має право вважатися невинною доти, поки її винність не буде встановлена в законному порядку шляхом прилюдного судового розгляду, при якому їй забезпечують усі можливості для захисту»[5].
- Презумпція невинуватості зафіксована у Міжнародному пакті про громадянські і політичні права, зокрема у п.2 ст.14: «Кожен обвинувачений в кримінальному злочині має право вважатися невинним, поки винність його не буде доведена згідно з законом»[6].
- П. 2 статті 6 Конвенції про захист прав людини та основоположних свобод: «кожен, кого обвинувачено у вчиненні кримінального правопорушення, вважається невинуватим доти, доки його вину не буде доведено в законному порядку»[7].

Положення наведеної статті розкриває сутність та зміст презумпції невинуватості. А саме: зазначаються межі дії цього принципу (будь-які справи про кримінальне правопорушення, що за своїм змістом ширше поняття злочину, яке використовується в українському законодавстві), момент, з якого особа вважається винуватою (коли вина особи доведена в законному порядку) та недопустимість альтернативної до визначеної законом процедури встановлення винуватості особи.
Презумпція невинуватості відображає також право особи, яка формально обвинувачена у вчиненні кримінального правопорушення, на незалежний та безсторонній суд, оскільки принцип презумпції невинуватості є одним із елементів справедливого судового розгляду. Крім того, дія цього принципу розповсюджується на весь кримінальний процес, незалежно від результатів розслідування, а не тільки на час судового розгляду. Таким чином, Європейський суд з прав людини (далі — Суд) намагався надати презумпції невинуватості певної універсальності в межах кримінально-процесуальної сфери.

### Практика Європейського суду з прав людини
Визначення поняття презумпції невинуватості закріплено в рішенні по справі Minelli v. Switzerland. У цій справі заявник скаржився на порушення презумпції невинуватості за п. 2 статті 6 Конвенції у зв'язку з тим, що національним судом заявнику було призначено сплатити судові витрати та компенсацію, попри те, що кримінальне переслідування щодо нього було припинено зі сплином строку давності. Суд ухвалив, що: «без доведення попередньої вини обвинуваченого в порядку, встановленому законом, і зокрема, без надання обвинуваченому можливості скористатися правом на захист, судове рішення відносно нього породжує відчуття того, що обвинувачений є справді винним».
В справі Barberà, Messegué et Jabardo v. Spain Суд зазначив, що: «п. 2 статті 6 вимагає, щоб при здійсненні своїх повноважень судді відійшли від упередженої думки, що підсудний вчинив злочинне діяння, бо обов'язок доведення цього лежить на обвинуваченні та будь-який сумнів трактується на користь підсудного. З цього принципу слідує також, що обов'язком обвинувачення є інформування особи про висунуті обвинувачення, щоб вона могла підготувати та належним чином представити аргументи на свій захист».
Відповідно до прецедентної практики Суду, суб'єктом зазіхання на порушення принципу презумпції невинуватості можуть бути не тільки суди (судді), але й інші посадові особи та установи державної влади. А саме, в справі Allenet de Ribemont v. France Суд констатував порушення п. 2 статті 6 Конвенції у випадку, коли під час прес-конференції представник від Уряду та посадові особи поліції, яким було доручено проводити розслідування, назвали підозрюваного винним ще до того, як було порушено кримінальну справу проти зазначеної особи. Таким чином, твердження Уряду Франції щодо того, що тільки суд може порушити принцип презумпції невинуватості, були спростовані.
Разом з тим Суд встановив, що п. 2 статті 6 Конвенції не може бути перешкодою для влади щодо інформування громадськості про розслідування, які ведуться, але одночасно було закріплено вимогу щодо поведінки влади, а саме: чинити такі дії стримано та делікатно, як того вимагає повага до презумпції невинуватості (див. вищезазначене рішення Allenet de Ribemont v. France, п. 38). Зазначений прецедент є ще одним прикладом існування зв'язку між презумпцією невинуватості та іншими конвенційними правами і свободами, в цьому випадку — правом на свободу вираження поглядів (поширення інформації).
Порушення пункту 2 статті 6 також наявне, коли національні суди відмовляються виплатити компенсацію особі за час, який ця особа тимчасово була позбавлена свободи за підозрою у вчиненні вбивства. Національні суди постановили, що «не було можливості підтвердити підозри щодо вчинення цією особою злочину», і що особу було виправдано «лише тому, що вона користувалась правом витлумачення на її користь будь-якого сумніву у доводах» (Секаніна проти Австрії (1993).
У пункті 2 статті 6 не передбачено захист особи від проблем, що виникають при висуненні обвинувачення проти особи, наприклад, тимчасове позбавлення свободи або подібні наслідки, які виникають в результаті обвинувачення особи у вчиненні злочину. Цей пункт передбачає лише захист особи від відповідальності за злочини, які були вчинені іншими. У справах А. П., М. П. та Т. П. проти Швейцарії (1997) та Є. Л., Р. Л. та пані Ж. О.-Л. проти Швейцарії (1997) Суд ухвалив рішення про порушення пункту 2 статті 6, оскільки уряд наклав штрафні санкції на спадкоємців, що успадкували нерухомість від приватної особи, через те, що цих осіб було визнано винними в ухиленні від сплати податків.
Порушення цього пункту зафіксовано у справах «Шагін проти України», «Грабчук проти України» та інших.
У справі «Фатуллаєв проти Азербайджану», рішення від 22.04.10 р. Суд зазначив: «Презумпція невинуватості, втілена в статті 6 § 2 Конвенції, є одним із елементів справедливого кримінального судочинства. Вона не лише забороняє передчасне висловлювання самим судом думки, що особа, яка „обвинувачується у кримінальному злочині“, є винною до того, як це доведено в законному порядку, ця заборона поширюється не лише на суддів, а й на інших представників влади».

## Закріплення у національному праві України
- Конституція України, зокрема в ст. 62 та 63 містить положення, що свідчать про однозначну прихильність презумпції невинності:

1. Особа вважається невинуватою у вчиненні злочину і не може бути піддана кримінальному покаранню, доки її вину не буде доведено в законному порядку і встановлено обвинувальним вироком суду.
2. Ніхто не зобов'язаний доводити свою невинуватість у вчиненні злочину.
3. Обвинувачення не може ґрунтуватися на доказах, одержаних незаконним шляхом, а також на припущеннях. Усі сумніви щодо доведеності вини особи тлумачаться на її користь.
4. У разі скасування вироку суду як неправосудного держава відшкодовує матеріальну і моральну шкоду, завдану безпідставним засудженням[9].

- Презумпція невинності та забезпечення доведеності вини закріплені у ст.17 КПК України:

1. Особа вважається невинуватою у вчиненні кримінального правопорушення і не може бути піддана кримінальному покаранню, доки її вину не буде доведено у порядку, передбаченому цим Кодексом, і встановлено обвинувальним вироком суду, що набрав законної сили.
2. Ніхто не зобов'язаний доводити свою невинуватість у вчиненні кримінального правопорушення і має бути виправданим, якщо сторона обвинувачення не доведе винуватість особи поза розумним сумнівом.
3. Підозра, обвинувачення не можуть ґрунтуватися на доказах, отриманих незаконним шляхом.
4. Усі сумніви щодо доведеності вини особи тлумачаться на користь такої особи.
5. Поводження з особою, вина якої у вчиненні кримінального правопорушення не встановлена обвинувальним вироком суду, що набрав законної сили, має відповідати поводженню з невинуватою особою[10].

- Принцип презумпції невинуватості зафіксований також положеннями ч. 2 ст. 2 Кримінального кодексу України: «Особа вважається невинуватою у вчиненні злочину і не може бути піддана кримінальному покаранню, доки її вину не буде доведено в законному порядку і встановлено обвинувальним вироком суду»[11].
- Згідно з ч. 4 ст. 296 ЦК ім'я фізичної особи, яка затримана, підозрюється чи обвинувачується у вчиненні злочину, може бути оприлюднене лише у разі набрання законної сили обвинувальним вироком суду щодо неї.

Верховний Суд України надав таке тлумачення презумпції невинуватості:

| Суть презумпції невинуватості не в тому, що особа є невинуватою, а в тому, що існує припущення щодо її невинуватості. Презумпція невинуватості не може бути виправдана одним лише прагненням полегшити становище обвинуваченого. Вона стимулює доказування вини особи, і доки цього не буде досягнуто, ніхто не може бути визнаний винним[12]. |